# Kanton Azay-le-Rideau
Der Kanton Azay-le-Rideau war bis 2015 ein französischer Wahlkreis im Arrondissement Chinon, im Département Indre-et-Loire in der Region Centre-Val de Loire; sein Hauptort war Azay-le-Rideau.
Der Kanton Azay-le-Rideau war 258,93 km² groß und hatte 15.255 Einwohner (Stand: 2012).

## Gemeinden
Der Kanton umfasste zwölf Gemeinden:
| Gemeinde              | Einwohner Jahr | Fläche km² | Bevölkerungsdichte | Code INSEE | Postleitzahl |
| --------------------- | -------------- | ---------- | ------------------ | ---------- | ------------ |
| Azay-le-Rideau        | 3414 (2013)    | –          | – Einw./km²        | 37014      | 37190        |
| Bréhémont             | 782 (2013)     | –          | – Einw./km²        | 37038      | 37130        |
| La Chapelle-aux-Naux  | 573 (2013)     | –          | – Einw./km²        | 37056      | 37130        |
| Cheillé               | 1759 (2013)    | –          | – Einw./km²        | 37067      | 37190        |
| Lignières-de-Touraine | 1269 (2013)    | –          | – Einw./km²        | 37128      | 37130        |
| Rigny-Ussé            | 509 (2013)     | –          | – Einw./km²        | 37197      | 37420        |
| Rivarennes            | 1026 (2013)    | –          | – Einw./km²        | 37200      | 37190        |
| Saché                 | 1335 (2013)    | –          | – Einw./km²        | 37205      | 37190        |
| Saint-Benoît-la-Forêt | 873 (2013)     | –          | – Einw./km²        | 37210      | 37500        |
| Thilouze              | 1635 (2013)    | –          | – Einw./km²        | 37257      | 37260        |
| Vallères              | 1150 (2013)    | –          | – Einw./km²        | 37264      | 37190        |
| Villaines-les-Rochers | 1023 (2013)    | –          | – Einw./km²        | 37271      | 37190        |